# Tupolev Tu-85
O Tupolev Tu-85 (Designado pela USAF/DoD como "Tipo 31", e pela OTAN como "Barge") foi um protótipo soviético de bombardeiro estratégico baseado no Tupolev Tu-4, uma cópia não licenciada feita por engenharia reversa do Boeing B-29. Foi o último desenvolvimento baseado na família do B-29, sendo 50% mais pesado que o seu predecessor com quase o dobro do alcance. Apenas dois protótipos foram construídos antes do programa ser cancelado em favorecimento do bombardeiro Tupolev Tu-95 quer era muito mais veloz e tinha o mesmo alcance.

## Desenvolvimento
Um grande números de motores foram considerados antes de ser escolhido o Shvetsov ASh-2K de 4 500 HP, que em essência são dois motores radiais ASh-82 refrigerados a ar juntos com o sistema de disposição  de cilindros do motor Dobrynin VD-4K de 4 300 HP, similar a configuração do falho Junkers Jumo 222. Foi dado turbos aos dois motores e turbinas que os transformaram em motores turbo-compostos. O projeto do Shvetsov era o preferido, mas não estava desenvolvido o suficiente para uso, então o VD-4K foi selecionado. Foi necessário muito esforço e a colaboração do TsAGI para redesenhar e adequar o projeto da asa, ela possuía o alongamento de 11.745 e inclinação de 2.93 para otimizar a sustentação em altas altitudes O Tu-85 carregava 63 600 litros de combustível em 48 tanques flexíveis.
Muitos dos armamentos e equipamentos foram desenvolvidos do último modelo Tu-4, incluindo as quatro torres de artilharia dorsais e ventrais remotamente controladas e a torre da cauda, cada uma com um canhão Nudelman-Rikhter NR-23 de 23 mm. A cauda do Tu-85 ainda possuía  um radar de medição Argon e cada um dos dois compartimentos de carga foram expandidos para levar 9 000 Kg  de bombas FAB-9000.
O projeto começou realmente em agosto de 1949 sendo ratificado por uma diretiva do ministério soviético e foi datado em 16 de setembro que o primeiro protótipo deveria estar pronto para os testes de montagem em dezembro de 1950. A construção da primeira aeronave começou em julho de 1950 e foi completada em setembro do mesmo ano. Seu primeiro voo foi em 9 de janeiro de 1951 e os testes de montagem duraram até outubro de 1951. Em 12 de setembro o primeiro protótipo voou 9 020 Km com um carregamento de 5 000 Kg de explosivos e pousou com combustível remanescente para cobrir 12 018 Km.
O segundo protótipo, as vezes chamado de 85D ou 85/2, incorporou lições aprendidas da primeira aeronave, incluindo uma revisão e reforço da fuselagem e uma variedade de mudanças dos equipamentos e sistemas, ele voou pela primeira vez em 28 de junho de 1951 e seus testes duraram até novembro do mesmo ano. A produção em série foi aprovada em 28 de março de 1951 nas três fábricas onde sucederia o Tu-4 na linha de montagem, mas isso foi revertido após o programa ser cancelado.
Na guerra da coreia o soviético MiG-15 derrubou muitos bombardeiros B-29, mostrando que não havia futuro uso de aeronaves com motores a pistão em combate. A prioridade foi dada para o turboélice Tupolev Tu-95, já que ele possuía motores turboélice próprios, os protótipos TV-12 para o Kuznetsov NK-12 que motoriza o Tu-95 até hoje e já gerava 12 000 HP em 1951.

## Especificações (Tupolev Tu-85)
Dados de: Dados da Wikipédia anglófona - Tupolev Tu-85
Descrições gerais
- Tripulação: 11/12
- Comprimento: 39,306 m (130 ft)
- Envergadura: 55,96 m (180 ft)
- Altura: 11,358 m (37 ft)
- Área alar: 273,6 m² (2 950 ft²)
- Peso bruto (carregado): 76 000 kg (168 000 lb)
- Peso de decolagem: 107 292 kg (237 000 lb)

Motorização
- Número de motores: 4x
- Tipo do motor: Turbo-composto
- Fabricante/modelo: Dobrynin VD-4K turbo-compound radial
- Potência por motor: 4 300 hp (3 210 kW)

Performance
- Velocidade máxima: 638 km/h (396 mph)
- Alcance: 12 000 km (7 460 mi)
- Razão de subida: 17 m/s
- Tecto de serviço: 11 700 m (38 400 ft)
- Carga alar: 277 kg/m²

Armamentos
- Metralhadoras/canhões: 10 × Canhões Nudelman NR-23 cannons de 23 mm
- Bombas: Até 18 000 kg de explosivos